# 水镁矾
水镁矾（Kieserite），又称“硫镁矾”，为硫酸镁矿物（MgSO4•H2O），以德国医生迪特里希·格奥尔格·冯·基泽（1862年，德国耶拿）之名命名，具有玻璃光泽，无色、灰白或淡黄，硬度为3.5，单斜晶系中结晶，水锌矾是水镁矾矿族中的含锌成员。

## 出现
水镁矾常见于海洋蒸发岩中，很少作为升华物出现在火山环境中。它通常与石盐、光卤石、杂卤石、硬石膏、方硼石、硼镁矾、钾镁矾、泻利盐和天青石共生。

### 火星
2005年初，欧洲空间局轨道飞行器火星快车号在水手谷（火星上最大的峡谷）地面中发现了水镁矾及石膏和多水硫酸盐 的证据，这是火星过去有水的直接证据，并充实了2004年火星探测漫游者机遇号类似的发现。

## 用途
水镁矾被用于生产泻盐并作为肥料，20世纪70年代中期，全球农业年总使用量为230万吨。

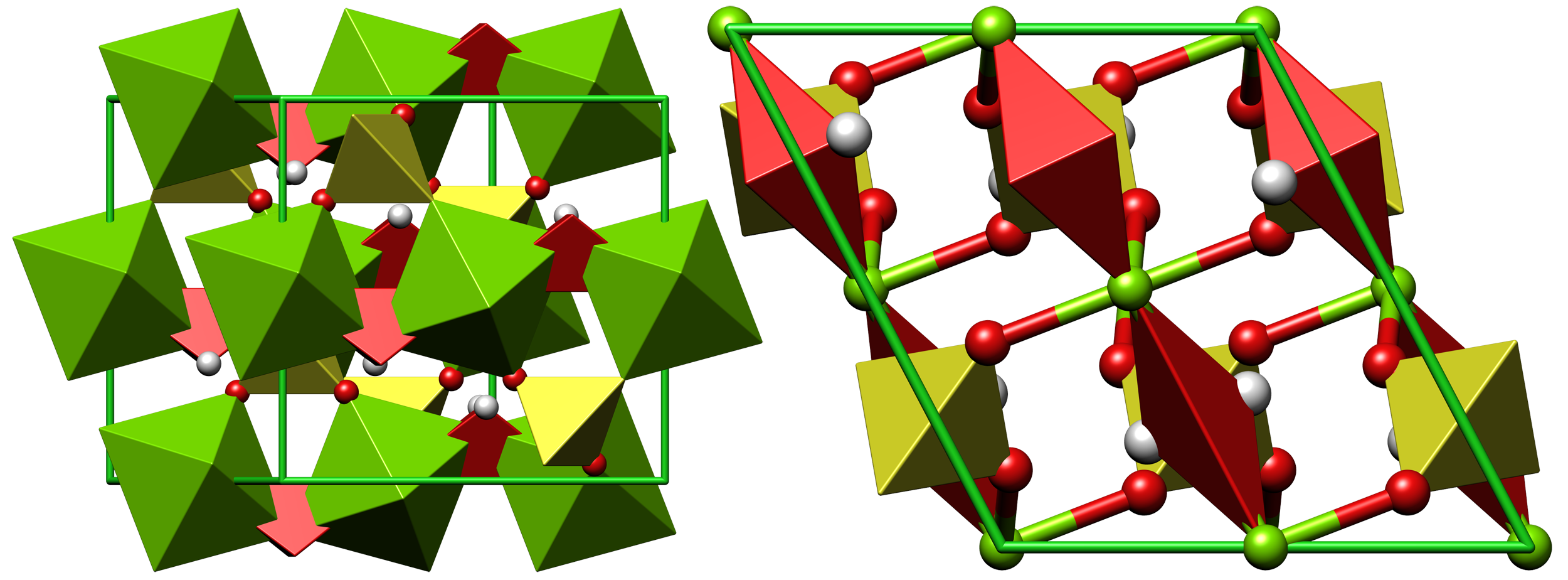
水镁矾的晶体结构

水镁矾还被用于清除瓷砖、石砖和其他水池或喷泉等内衬砌材上的水垢。由于其硬度大于硬水沉积物（水垢），小于瓷砖和其他水景内衬，因此可对硬水沉积物进行喷砂处理以去除它们。 

## 另请查看
- 矿物列表